# George Weinberg
George Weinberg (ur. w 1935 r. w Nowym Jorku, zm. 22 marca 2017 tamże) – amerykański psycholog i gejowski aktywista. Wprowadził do psychologii określenie homofobia. Jego zainteresowania naukowe obejmują problemy psychologii społecznej i seksuologii, głównie związane ze społecznym postrzeganiem homoseksualizmu oraz analizą stereotypów i uprzedzeń względem mniejszości seksualnych.

## Wczesne badania seksuologiczne
Weinberg rozpoczął badania naukowe dotyczące mniejszościowych orientacji seksualnych we wczesnych latach sześćdziesiątych, kiedy mainstream psychologii klasyfikował jeszcze homoseksualizm jako zaburzenie psychiczne. Efekty jego badań, kwestionujące zasadność patologizacji homoseksualizmu spotkały się z ostrą krytyką, ze względu na – jak twierdzą badacze – brak klimatu intelektualnego gwarantującego obiektywizm naukowy. Zdaniem niektórych uczonych, wielu psychologów nie zgadzało się na postulaty emancypacji mniejszości seksualnych ze względu na własne, wypierane tendencje homoseksualne. Innym czynnikiem negatywnie wpływającym na rozwój badań i ich obiektywizm były wpływy polityczne i ideologiczno-religijne, z którymi naukowcy musieli się nieustannie zmagać.
Jako jeden z pierwszych psychologów, jeszcze w latach sześćdziesiątych, głosił konieczność zerwania z dotychczasowym postrzeganiem homoseksualizmu w kategoriach patologii. Krytykował nie tylko samą ideę patologizacji tego zjawiska, ale także okrutne i nieludzkie jego zdaniem sposoby "leczenia" homoseksualistów za pomocą terapii elektrowstrząsowej lub niszczenia ich seksualności za pomocą leków redukujących libido. Domagał się także emancypacji przedstawicieli mniejszości seksualnych nie tylko na polu psychologicznym ale także społecznym.

## Społeczne skutki badań
Wprowadzenie do dyskursu naukowego określenia homofobia stało się kamieniem milowym na drodze ku depatologizacji mniejszościowych orientacji seksualnych. Jak twierdzi badaczka Sandra Bem, wkład Weinberga oraz innych psychologów o podobnych zapatrywaniach sprawił, że role odwróciły się i dotychczasowi konserwatywni "agresorzy" przeszli do defensywy. Homoseksualizm, który dotychczas uważany był za zaburzenie ustąpił miejsca homofobii, będącej egzemplifikacją zaburzeń lękowych. Jak głosi Weinberg nigdy nie nazwałbym swojego pacjenta zdrowym psychicznie, jeżeli przejawia on homofobiczne uprzedzenia.

## Reakcje środowiska naukowego
Tak radykalna zmiana postaw względem homoseksualizmu wywołała początkowo szok i niedowierzanie wśród przedstawicieli środowiska psychologicznego. Jednocześnie dała ona asumpt do poszerzenia kręgu badań innych psychologów, którzy dotychczas bezkrytycznie przyjmowali za pewnik negatywne opinie o homoseksualizmie. Postulat jego depatologizacji zyskiwał coraz większą liczbę zwolenników, co skutkowało usunięciem go z listy psychologicznych problemów zdrowotnych Amerykańskiego Towarzystwa Psychiatrycznego DSM. Do dziś jednak istnieją psychologowie, którzy nie zgadają się z decyzją środowiska i nadal uważają, że homoseksualizm jest zaburzeniem psychicznym. Próby redukcji homoseksualizmu, choć nadal znajdują zwolenników, pozostają poza rekomendacją mainstreamu psychologii.

## Publikacje
- The Action Approach, New York: St. Martin's Press, 1969
- The Heart of Psychotherapy: A Journey into the Mind and Office of a Therapist at Work, New York: St. Martin's Press, 1984, rwiederaufgelegt 1996
- Invisible Masters: Compulsions and the Fear that Drives Them, New York: Grove/Atlantic Press, 1993
- Nearer to the Heart's Desire, New York. Grove/Atlantic Press, 1992
- Numberland, New York: St. Martin's Press, 1987
- The Pliant Animal: Understanding the Greatest Human Asset, New York: St. Martin's Press, 1981
- Self Creation, New York: St. Martin's Press, 1978
- Shakespeare in Love, New York: St. Martin's Press, 1991